# Embalse de Pantabangán
El embalse de Pantabangán (Pantabangan Dam) está ubicado en el  municipio filipino de Pantabangán, situado en la parte central de la isla de Luzón, al este de la  provincia de Nueva Écija situada en la Región Administrativa de Luzón Central, también denominada Región III.

## Características
Se trata de una presa de materiales sueltos que retiene las aguas del Río Grande de la Pampanga, embalsando agua para riego a la vez que generando  de energía hidroeléctrica.
Su embalse, Pantabangan Lake, regula el caudal del río evitando inundaciones.

Se trata de uno de los embalses de mayor superfciecie de entre los situados en el Sudeste de Asia, siendo  uno de los más limpios del Archipiélago. 
La construcción de la represa comenzó en 1971, finalizando en 1977.
First Gen Hydro Power Corporation (FG Hydro) posee y opera el Complejo Hidroeléctrico Pantabangan-Masiway (PMHEP) que comprende las represas  de Masiway Pantabangán.
Desde loa años  1977 y 1981, respectivamente, estas plantas forman parte de un complejo hidroeléctrico que abastece de agua de riego para los vastos campos de arroz de Nueva Écija.